# Licco Amar

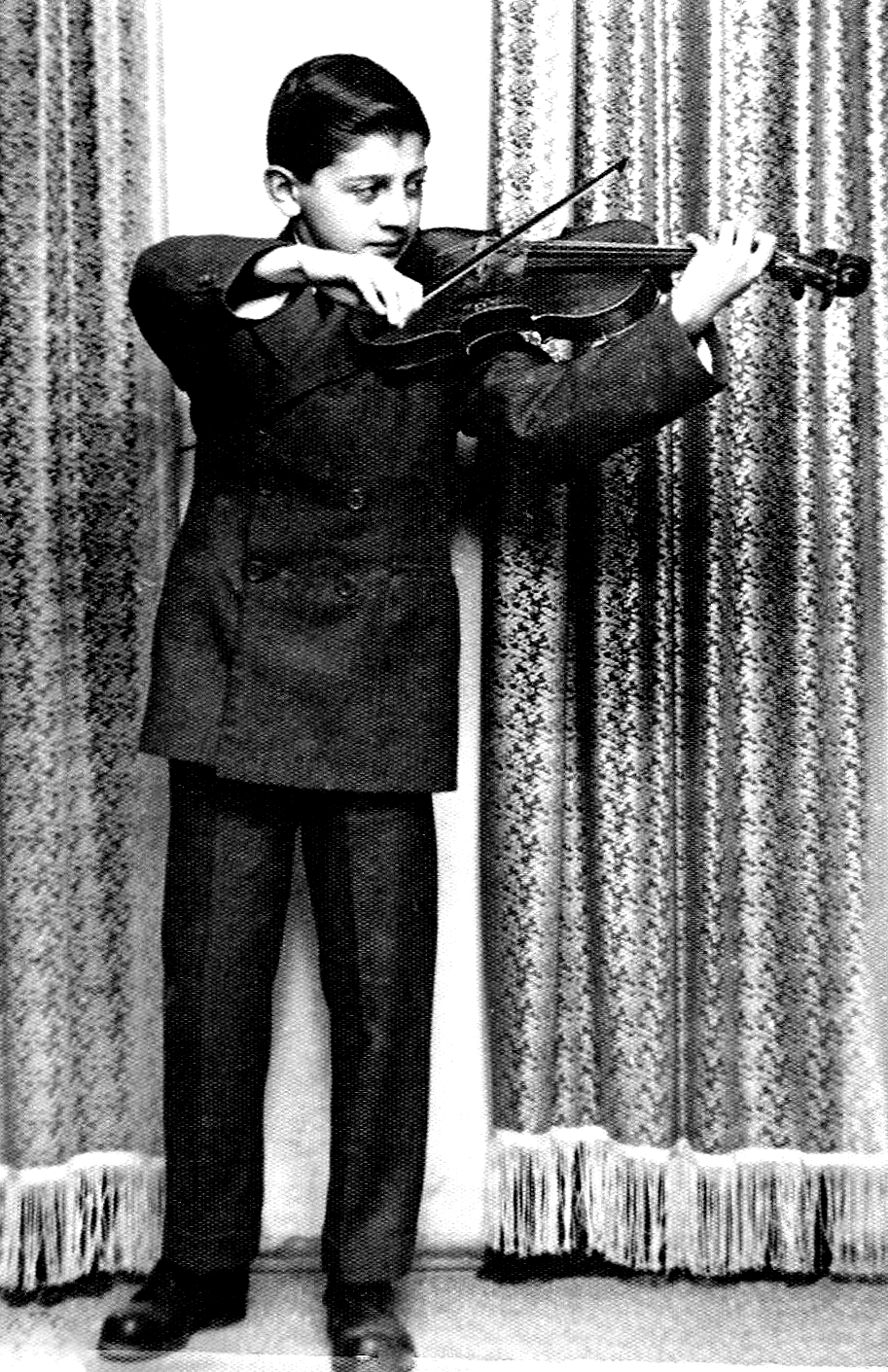
Licco Amar als Kind, um 1900

Licco Amar (geboren 4. Dezember 1891 in Budapest, Österreich-Ungarn; gestorben 19. Juli 1959 in Freiburg im Breisgau) war ein ungarischer Violinist.

## Leben
Licco Amar war das Kind des aus Mazedonien stammenden Kaufmanns Michael Amar und der Regina Strakosch. Amar studierte bei Emil Baré an der Musikakademie seiner Geburtsstadt und ging 1911 zum weiteren Studium nach Berlin an die Hochschule für Musik zu Henri Marteau. 1912 bis 1924 nahm ihn Marteau als Zweiten Geiger in sein Streichquartett auf, in dem auch der Cellist Hugo Becker spielte. 1912 erhielt Amar den Mendelssohn-Preis. Er wurde von 1916 bis 1920 Konzertmeister bei den Berliner Philharmonikern und wechselte von 1920 bis 1923 an das Nationaltheater Mannheim. Seinem eigenen Streichquartett, das er 1922 als Amar-Quartett gegründet hatte, gehörte Paul Hindemith als Bratscher an sowie jeweils zeitweilig bis zur Auflösung 1929 Walter Kaspar, Rudolf Hindemith und Maurits Frank. Für Hindemiths Kompositionen besorgte er verschiedene Uraufführungen, u. a. bei den Donaueschinger Musiktagen, und dieser widmete ihm die Sonate op. 31,1. Er förderte auch den Komponisten Erich Walter Sternberg. Im Jahr 1925 heirateten er und Emmy Matterstock.
Nach der Machtübergabe an die Nationalsozialisten 1933 konnte er aus rassistischen Gründen in Deutschland nicht mehr arbeiten, emigrierte nach Frankreich und von dort 1934 in die Türkei, wo er ab 1935 für zwanzig Jahre in Ankara am Konservatorium lehren konnte. 1957 erhielt er einen Ruf an die Musikhochschule Freiburg.